# Donne mie
Donne mie è il secondo album di Federico Fiumani pubblicato il 13 ottobre 2006 da Diaframma Records/Self.

## Tracce
1. L'incendio – 3:26
2. Carta da parati – 2:15
3. Diciott'anni – 2:57
4. L'ora più bella – 4:40
5. Perdonami di essermi innamorato di te – 3:24
6. Cara Elisabetta – 3:20
7. La mia ragazza dorme la domenica mattina – 3:45
8. Amore – 3:55
9. La nostalgia – 3:32
10. Un'idea di Paola – 3:40
11. Buster Mathis – 1:52
12. Felice – 4:35

## Formazione
- Federico Fiumani - voce, chitarra
- Alessandro Guasconi - basso, programmazione
- Emilio Sapia - tastiera nelle tracce 2, 5, 11